# Абзим
Абзи́м (від слів «антитіло» / англ. antibody і «ензим»), також відомий як катмаб (від слів «каталітичне моноклональне антитіло»), — моноклональне антитіло з каталітичною активністю. Абзими зазвичай є штучно створеними конструкціями, але також знайдені у хворих на аувтоімунні патології, де вони можуть зв'язувати і гідролізувати ДНК чи білки. Абзими — потенційні інструменти в біотехнології, наприклад, для виконання певних селективних дії з ДНК.

## Історія створення абзимів
Створення абзимів пов'язано з поглибленням знань про ензиматичний каталіз та розвитком методу гібридомної технології. Гіпотеза Лайнуса Пойлінга (1946 рік) про відповідність активного центру ензиму перехідному стану була інтерпретована Дженксом (Jencks), як можливість створення антитіл, отриманих у результаті імунної відповіді на хімічно стабільні аналоги перехідного стану, з каталітичною активністю.
Вперше дані про успішне створення антитіл зі здатністю здійснювати ензиматичний каталіз були опубліковані у 1986 році незалежно двома групами вчених на чолі з Річардом Лернером (Lerner.) та Пітером Шультцом (Schultz.). Починаючи з 1986 року, методом імунізації хімічно стабільними аналогами перехідного стану отримано абзими до понад ста різних реакцій. Абзими здатні значно пришвидшувати швидкість хімічних реакцій, водночас не завжди є конкурентоздатними аналогами природних ензимів у біохімічних реакціях.

## Принцип функціонування абзиму
Функціонування абзиму базується на відборі властивостей характерних активному центру ензиму та антитіла:
| АНТИТІЛО                                               | ЕНЗИМ                                                |
| активний центр існує задовго до взаємодії з субстратом | активний центр формується при взаємодії з субстратом |
| міцне зв'язування для видалення субстрату              | слабке зв'язування для здійснення власне каталізу    |

Ензими функціонують шляхом пониженням енергії активації перехідного стану, таким чином каталізуючи утворення більш сприятливої молекулярної проміжної ланки між реагентами і продуктами. Якщо антитіло створене до стійкої молекули, яка подібна нестійкому перехідному стану реакції, таке антитіло буде ензиматично зв'язувати і стабілізовати проміжний стан, таким чином каталізуючи реакцію. Отже, абзими отримують від ензимів здатність до каталізу, а від антитіл високу специфічність щодо субстрату.

## Методи індукції синтезу абзимів

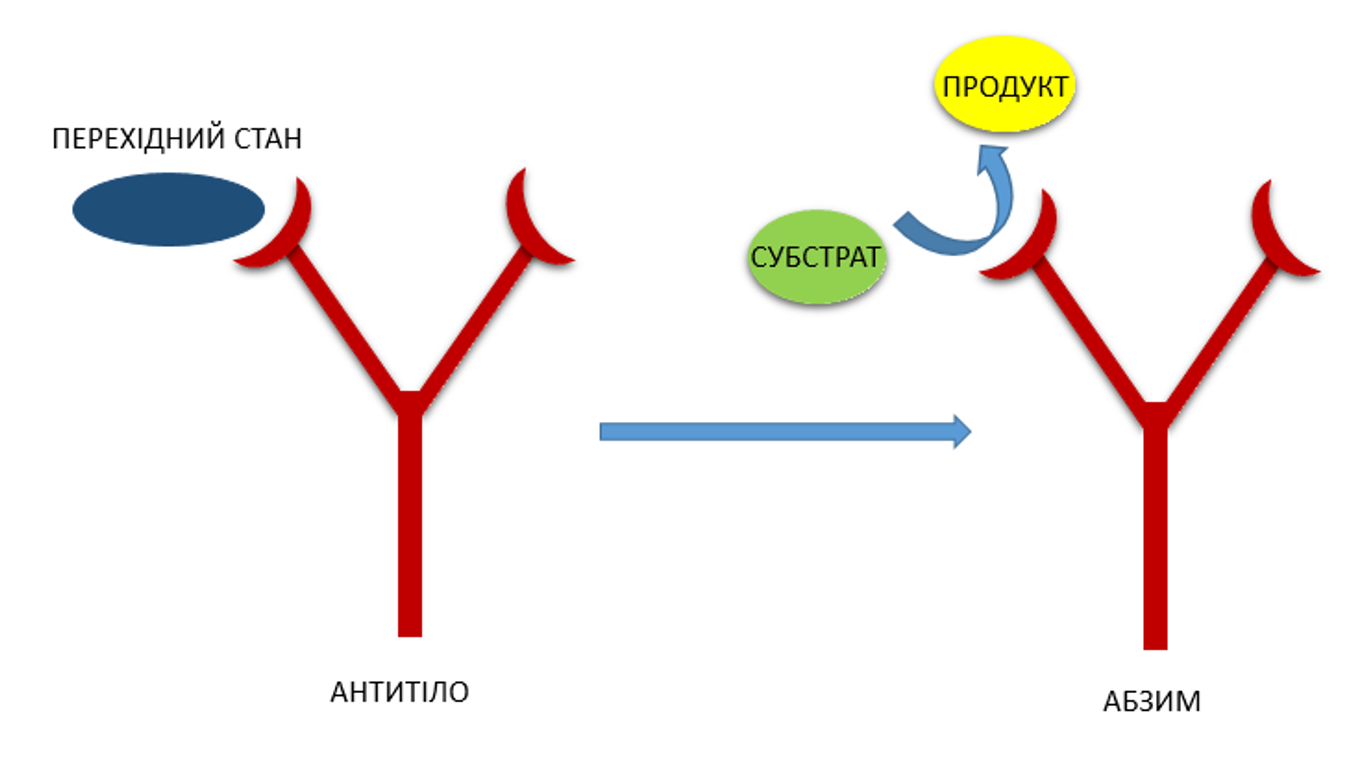
Рисунок 1. Імунізація хімічностабільним аналогом перехідного стану

### Імунізація хімічностабільним аналогом перехідного стану
Створення абзиму з активним центром, комплементарним перехідному стану ензиматичної реакції, довго не вдавалось реалізувати через нестабільність перехідного стану. Підбір хімічностабільних аналогів перехідного стану певної реакції дозволив використовувати їх для продукції антитіл з конкретною ензиматичною активністю.

Наприклад, для ферохелатази, яка бере участь у синтезі гему та відповідає за включення йону заліза у протопорфірин хімічностабільним аналогом перехідного стану є інгібітор ензиму — N-метилпротопорфірин. Отримані цим методом абзими з ферохелатазною активністю є менш активними у порівняні з природним ензимом у десять разів.

Цим методом були отримані абзими здатні здійснювати реакції циклізації , декарбоксилювання, утворення лактонів, розрізання фототимідинових димерів та абзими з пероксидазною активністю.

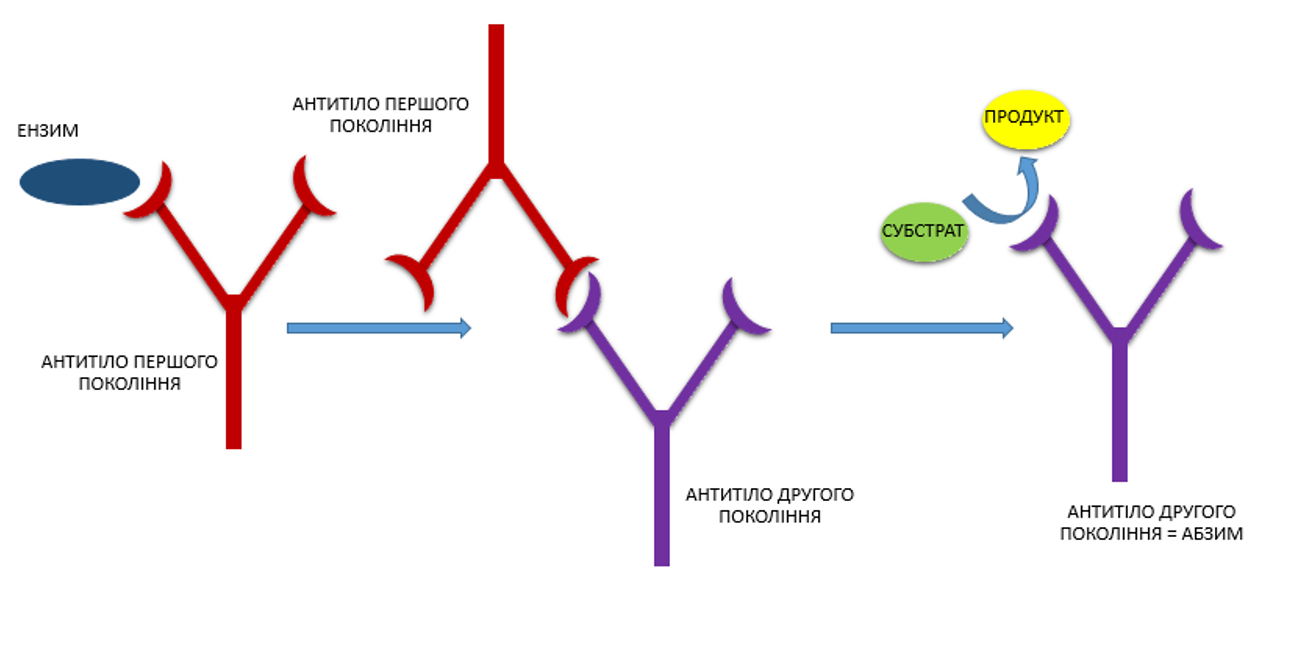
Рисунок 2. Маніпуляції з ідіотипною мережею

### Маніпуляції з ідіотипною мережею
Метод засновано на теорії ідіотипної мережі, висунутій Нільсом Ерне у 1974 році. Суть теорії полягає у тому, що імунізація тварини антигеном веде до продукції першого покоління антитіл (АТ1) з варіабельними ділянками комплементарними антигену, імунізація ж тварин цими варіабельними ділянками АТ1 індукує продукцію антитіл другого покоління (АТ2), варіабельні ділянки яких відображають поверхню антигенних епітопів. Якщо як антиген брати активний центр ензиму, тоді варіабельні ділянки антитіла другого покоління, відповідаючи активному центру ензиму, будуть здатні здійснювати ензиматичний каталіз. Цим методом були отримані абзими з естеразною, амідазною, карбоксипептидазною, протеазною активностями.

### Імунізація антигенами з ковалентно зшитими залишками фосфорної кислоти

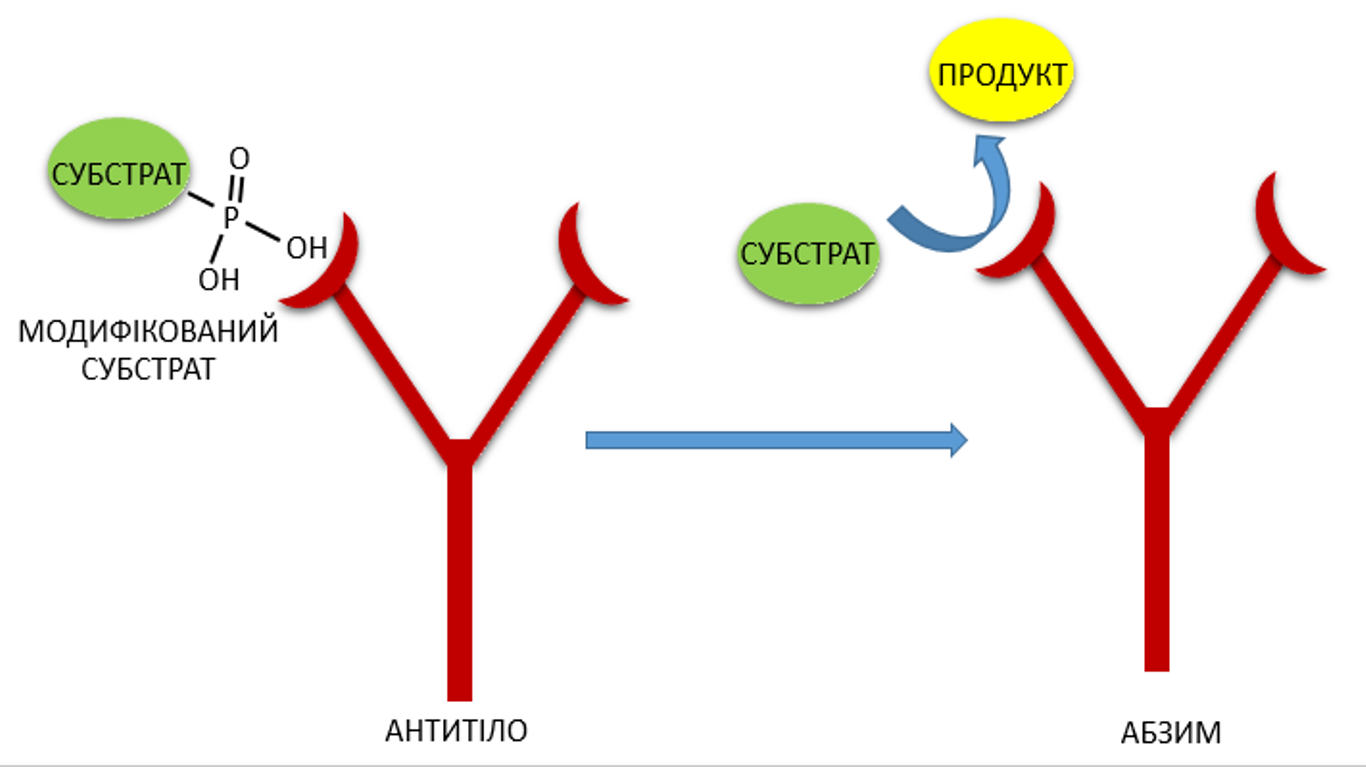
Рисунок 3. Імунізація антигенами з ковалентно зшитими залишками фосфорної кислоти

Залишок фосфорної кислоти використовується для відбору серед антитіл саме абзимів. Ця властивість базується на тому, що фосфорна кислота здатна зв'язувати нуклеофільні залишки в активних центрах абзимів. Тварина імунізується цільовим антигеном, до котрого ковалентним зв'язком приєднано залишок фосфорної кислоти, після чого ведеться відбір абзимів. Цим методом групою вчених на чолі з Паул (Paul) були отримані абзими проти глікопротеїну вірусу імунодефіциту людини — gp120. Також чим методом були отримані абзими проти бета-амілодного пептиду.

### Відбір абзимів за аутоімуних патологій
У мишей з аутоімунними патологіями були знайдені абзими, що здійснювали хімічні перетворення таких субстратів: вазоативного інтерстиціального пептиду, рецептору на поверхні ВІЛ CCR5]], уреази Helicobacter pylori.

### Створення абзимів спрямованим мутагенезом
Введення амінокислотних залишків, що беруть участь в ензиматичному каталізі, у варіабельні ділянки антитіл сайт-спрямованим мутагенезом дає можливість створення абзимів. Група вчених на чолі з Флетчер (Fletcher) створили таким чином абзими з РНК-азною активністю специфічною до певних послідовностей РНК. Також цим методом були отримані абзими з протеазною активністю.

## Абзими, за патологічних станів
Найчастіше появу абзимів спостерігають при автоімунних захворюваннях, при цьому розрізняють протабзими (абзими з протеолітичною активністю) та ДНК-абзими (абзими з ДНКазною активністю). ДНК-абзими найчастіше зустрічаються у хворих ревматоїдним артритом та системним червоним вовчаком. ДНК-абзими залучені у розвитку апоптичної загибелі клітини за рахунок взаємодії з рецепторами на поверхні клітини, а також мають прямий цитотоксичний вплив на клітину шляхом деградації ДНК клітини. Взаємодія ДНК-абзиму з клітиною є процесом багатостадійним і включає наступні етапи:
- Зв'язування автоантитіл-абзимів
- Трансмембраний перенос їх у клітину та проникнення у клітинне ядро
- Безпосередня участь ДНК-абзимів у деградації клітинної ДНК

Протабзими спостерігають у хворих аутоімунним тиреоїдитом, гемофілією та бронхіальною астмою. У хворих з бронхіальною астмою спостерігали появу аутоантитіл з гідролітичною активністю до вазоактивного кишкового нейропептиду (VIP). Була описана кореляція між протеолітичною активністю протабзимів до VIP, що формувало нестачу у дихальних шляхах гормону, та розвитком астми.

## Абзими, як засіб лікування

### Активатори преліків
Ідея активаторів преліків полягає у тому, що абзим здійснюватиме активацію попередника лікарського препарату в момент його доставки в орган-мішень. Уперше використання абзимів, як активаторів преліків було опубліковано у 1993-му році, коли група вчених на чолі з Міяшіта (Miyashita) показала активацію абзимом неактивного естеру хлорамфеніколу. Найбільш відомим абзимним препаратом, що активує проліки є антитіло з альдолазною активністю — 38C2, котре було отримано шляхом імунізації тварини 1,3-дикетоном. 38С2 є активатором ліків doxorubicin та camptothecin, що використовуються у протираковій терапії. За його використанням було показано інгібування розвитку клітиних ліній раку прямої кишки та раку простати.

### Антивірусні препарати
З використанням методу зшивки антигену з залишками фосфорної кислоти були отримані абзими до компонентів різних патогенів. Група вчених на чолі з Уда (Uda) отримала групи абзимів здатних гідролізувати глікопротеїни оболонки ВІЛ — gp 120 та gp 41]], також було виділено легкі ланцюги імуноглобулінів здатних здійснювати гідроліз уреази Helicobacter pylori. Використання останніх у дослідах на мишах показали значне зменшення імовірності колонізації бактерії у шлунку, що може бути використано для розробки терапефтичних ліків.

### Лікування наркозалежності
Абзими використовують при лікування наркозалежних від кокаїну та його аналогів, при цьому абзими забезпечують розщеплення кокаїну у кровотоці таких хворих до початку впливу його на нервову систему.. Тобто абзими виступають як периферичні блокатори впливу кокаїну.

### Участь у сайленсингу генів
Дослідницька група на чолі з Лі (Lee) показали участь абзимів у регуляції експресії гена білку Her2, концентрація якого зростає при раку молочної залози. Розщеплення мРНК Her2 зменшувало його синтез та індукувало розвиток апоптозу у ракових клітинах з цитотоксичним потенціалом більшим ніж при використанні малих інтерферуючих РНК (siRNA).

### Абзими протикоагуляційних факторів
У хворих на гемофілію типу А (Х-зчеплене рецесивне захворювання крові з утворенням дефектного фактора VIII) досліджена здатність абзимів гідролізувати фактори зсідання крові VIII та IX.

## Перспектива використання абзимів
Перспективність абзимів у порівнянні зі звичайними ензимами полягає в тому, що їх можна отримати до будь-якого перехідного стану, навіть до такого, який відсутній в живих істотах. У перспективі є створення абзимів із:
- можливістю селективного каталізу, розділення енантіомерів
- здатністю направлення реакції з двох варіантів розвитку, у менш енергетично вигідний
- властивістю специфічного зв'язуванням патогенів та їх подальшого знешкодження каталізом (розробка терапевтичних ліків на основі цієї властивості)